# Vurnovec
Vurnovec település Horvátországban, Zágráb főváros Szeszvete városnegyedében. Közigazgatásilag a fővároshoz tartozik.

## Fekvése
Zágráb városközpontjától légvonalban 15, közúton 27 km-re északkeletre, a Medvednica-hegység keleti részének déli lejtőin, a Blaguša-patak és a Máriabesztercére menő főút mentén fekszik.

## Története
A település már a középkorban is létezett. Pesty Frigyes az eltűnt vármegyékről szóló művében így ír róla: „Az ugrai vár fentartására tartozott többi között az Ugra megyében fekvő Vmcpcli falunak fele. Ez a mai Vurnovecz falu, melynek másik felét a püspök egy praedialistája Miklós, Móricz fia bírta, azon kötelezettséggel, hogy nagyanyját és egy kisdedet, Miklós fiát fentartsa. A püspök 1345. évben e czélra, és saját lelki üdvösségére, nevezett Miklósnak Vurnovecz másik felét is átengedte, tetszése tartamára.” Az 1679-es urbárium szerint praediumként Skerlecz Miklós birtokolta. 1769-ben praediumként a zágrábi püspökség vurgai uradalmához tartozott.
Az első katonai felmérés térképén már „Urnovecz” néven található.
Lipszky János 1808-ban Budán kiadott repertóriumában „Vurnovecz vel Urnovecz” néven szerepel. Nagy Lajos 1829-ben kiadott művében „Vurnovecz v. Urnovecz” néven 20 házzal, 144 katolikus vallású lakossal találjuk.
A településnek 1857-ben 146, 1910-ben 203 lakosa volt. Zágráb vármegye Zágrábi járásához tartozott. 1941 és 1945 között a Független Horvát Állam része volt, majd a szocialista Jugoszlávia fennhatósága alá került. 1991-től a független Horvátország része. 1991-ben lakosságának 98%-a horvát nemzetiségű volt. A településnek 2011-ben 201 lakosa volt.

## Népessége
| Lakosság változása | Lakosság változása | Lakosság változása | Lakosság változása | Lakosság változása | Lakosság változása | Lakosság változása | Lakosság változása | Lakosság változása | Lakosság változása | Lakosság változása | Lakosság változása | Lakosság változása | Lakosság változása | Lakosság változása | Lakosság változása |
| ------------------ | ------------------ | ------------------ | ------------------ | ------------------ | ------------------ | ------------------ | ------------------ | ------------------ | ------------------ | ------------------ | ------------------ | ------------------ | ------------------ | ------------------ | ------------------ |
| 1857               | 1869               | 1880               | 1890               | 1900               | 1910               | 1921               | 1931               | 1948               | 1953               | 1961               | 1971               | 1981               | 1991               | 2001               | 2011               |
| 146                | 297                | 151                | 169                | 176                | 203                | 195                | 184                | 215                | 216                | 188                | 187                | 201                | 178                | 195                | 201                |